# Буди (Зволенський повіт)
Буди (пол. Budy) — село в Польщі, у гміні Казанув Зволенського повіту Мазовецького воєводства.
У 1975—1998 роках село належало до Радомського воєводства.